# بيرجيت مينيشماير
بيرجيت مينيشماير (بالألمانية: Birgit Minichmayr)‏ (و. 1977  م) هي مغنية، وممثلة مسرحية، وممثلة أفلام نمساوية، ولدت في لينتس.

## جوائز
حصلت على جوائز منها:
- جائزة العلم والأدب  [لغات أخرى]‏ (2012)
- Culture Medal of Upper Austria  [لغات أخرى]‏ (2009)
- جائزة نستروي [الإنجليزية]‏
- رومي  [لغات أخرى]‏.

## وصلات خارجية
- بيرجيت مينيشماير على موقع IMDb (الإنجليزية)
- بيرجيت مينيشماير على موقع روتن توميتوز (الإنجليزية)
- بيرجيت مينيشماير على موقع مونزينجر (الألمانية)
- بيرجيت مينيشماير على موقع ألو سيني (الفرنسية)
- بيرجيت مينيشماير على موقع ميوزك برينز (الإنجليزية)
- بيرجيت مينيشماير على موقع تيرنر كلاسيك موفيز (الإنجليزية)
- بيرجيت مينيشماير على موقع أول موفي (الإنجليزية)
- بيرجيت مينيشماير على موقع قاعدة بيانات الأفلام السويدية (السويدية)
- بيرجيت مينيشماير على موقع ديسكوغز (الإنجليزية)
- بيرجيت مينيشماير على موقع قاعدة بيانات الفيلم (الإنجليزية)